# Chloroclystis mansuela
Chloroclystis mansuela är en fjärilsart som beskrevs av Louis Beethoven Prout 1929. Chloroclystis mansuela ingår i släktet Chloroclystis och familjen mätare. Inga underarter finns listade i Catalogue of Life.